# Oncodamus
Genre
Oncodamus est un genre d'araignées aranéomorphes de la famille des Nicodamidae.

## Distribution
Les espèces de ce genre sont endémiques d'Australie.

## Liste des espèces
Selon World Spider Catalog (version 17.5, 20/09/2016) :
- Oncodamus bidens (Karsch, 1878)
- Oncodamus decipiens Harvey, 1995

## Publication originale
- Harvey, 1995 : The systematics of the spider family Nicodamidae (Araneae: Amaurobioidea). Invertebrate Taxonomy, vol. 9, no 2, p. 279-386.